# 토니 애벗 (작가)
토니 애벗(Tony Abbott, 1952년 ~ )은 미국의 아동 문학 작가이다. 그의 가장 유명한 작품은 드룬의 비밀 시리즈 책이다. 그의 책은 6백만 부가 넘게 팔렸고 여러 언어로 번역되었는데 번역된 언어는 이탈리아어, 스페인어, 한국어, 프랑스어, 일본어, 러시아어이다.